# Epalpus alligans
Epalpus alligans là một loài ruồi trong họ Tachinidae.